# Lysipomia bourgoinii
Lysipomia bourgoinii là loài thực vật có hoa trong họ Hoa chuông. Loài này được Ernst mô tả khoa học đầu tiên năm 1887.